# Santa Doroteia (título cardinalício)
Santa Doroteia (em latim: Sanctae Dorotheae) é um título presbiterial instituído em 12 de junho de 2014, pelo Papa Francisco. Sua igreja titular é Santa Dorotea in Trastevere.

## História
A paróquia foi ereta pela última vez pelo Papa Leão XIII em 1 de novembro de 1824 com a bula apostólica Super Universam e confiada aos Frades Menores Conventuais, que oficiava na igreja de Santa Dorotea desde 1730.
A bula apostólica do Papa Calixto II de 7 de junho de 1123 renomeia a igreja com o nome de S. Silvestri juxta Portam Septimianam entre as paróquias de S. Maria in Trastevere. A paróquia certamente ainda existia durante o pontificado do Papa Leão X. O título paroquial foi suprimido pelo Papa Bento XIII em 29 de julho de 1727 com a constituição apostólica Redemptoris nostri vicis.
O nome de S. Dorotea aparece pela primeira vez no catálogo espanhol do século XV anônimo "S. Silvestro y Dorothea". O catálogo das igrejas preparado em 1566 tinha S. Dorothea a porta Settignana. A Porta Settimiana foi aberta na Muralha Aureliana por Septímio Severo como parece ter indicado uma inscrição que existia no local antes da reconstrução do Papa Alexandre VI. Os catálogos anteriores indicam que o nome da igreja era S. Silvestro. A igreja está localizada na Via di Santa Dorotea, 23, Roma.

## Titulares protetores
- Javier Lozano Barragán (2014-2022)
- Jorge Enrique Jiménez Carvajal, C.J.M. (desde 2022)